# 许文广
许文广（1960年6月3日—）是中国的演员、制片人，来自河南洛阳人，为中国共产党党员（1986年入党）。

## 生平
许文广出生在洛阳市，先后在劳动路小学、洛阳市第二十六中学学习。中学毕业后入伍，从此离开家乡。入伍后，因相貌俊朗且声音好，被安排到宣传队工作。其间，许文广学会了主持技能，并学习了笛子、钢琴演奏。后来，许文广考入吉林艺术学院戏剧表演本科班，同班同学中有张凯丽。1985年毕业时，许文广收到十多个单位的调令，希望许文广去工作，最终许文广选择到中国煤矿文工团工作。此后，许文广出演了很多话剧、电视剧、电影。2011年，导演高希希请许文广在电视剧《楚汉传奇》中出演太监赵高，该角色引发观众热烈反响。后来导演郑晓龙又请许文广在电视剧《芈月传》中出演穆监。2016年，许文广凭借电视剧《芈月传》中的“穆监”一角获第三届“文荣奖”最佳男配角奖。
除演员外，许文广还有其他许多身份。许文广曾作为制片人参与制作《中国机长》、《三国》、《辛亥革命》等影视作品。2011年，中华人民共和国文化部将其调到中国国家话剧院工作，负责重新组建影视公司。许文广任中国国家话剧院国话影视文化传媒有限公司董事长。他还是中国广播电影电视社会组织联合会演员委员会副会长。

## 作品
话剧表演
- 《南方的风》
- 《无辜的罪人》
- 《目击》
- 《香香的，辣辣的》
- 《高山巨人》
- 《特洛亚妇女》
- 《人跟人不一样》
- 《情节》
- 《马骏就义》[4]
- 《银锭桥》
- 《北京法源寺》[2]

影视表演
* 以藝名「言 午」出演在參演名單
- 1989年电影《黄金大盗》
- 1989年电视剧《我们这样度过童年》
- 电视剧《青春在这里诞生》
- 1990年电视剧《唐明皇》饰安庆绪
- 1993年电视剧《文化圈》
- 1994年电影《白日女鬼》
- 1996年电视剧《中国机长》
- 1997年电影《白山黑水》饰宫常升
- 2000年电视剧《宝帖传奇》饰文与章
- 2001年电视剧《皇宫宝贝》饰乾隆
- 2002年电视剧《似水浮生》
- 2002年电视剧《葛定国同志的夕阳红》
- 2003年电视剧《母亲》
- 2004年电视剧《家庭档案》
- 2005年电视剧《美丽的田野》
- 2007年电视剧《交通警察》饰公安局长
- 2008年电视剧《纸醉金迷》饰钱先生
- 2010年电视剧《三国》饰袁绍
- 2008年电视剧《血战长空》饰毛邦初
- 2009年电视剧《狙击手》饰林团长
- 2010年电视剧《永远的田野》
- 2010年电视剧《七仙女2》饰太上老君
- 2011年电影《辛亥革命》饰张鸣岐
- 2012年电视剧《楚汉传奇》饰赵高
- 2014年电影《毕业那一年》
- 2014年电影《乡村守望的女人》
- 2014年电视剧《功夫婆媳》饰黄书郎
- 2014年电视剧《勇士之城》饰横田勇
- 2014年电视剧《地火》饰迟俊杰
- 2014年电视剧《坐88路车回家》饰美丽爸
- 2015年电视剧《芈月传》饰穆监
- 2015年电视剧《伙伴夫妻》饰李羡霖
- 2017年电视剧《人民的名义》饰丁义珍
- 2018年電視劇《你和我的傾城時光》
- 2019年電視劇《小镇警事》饰 朱局長 (客串)
- 2020年电视剧《爱我就别想太多》
- 2020年电视剧《非处方青春》饰 文韬父親
- 2020年电视剧《石头开花》饰 周富貴
- 2020年电视剧《巡回检察组》饰 黄雨虹
- 2021年电视剧《爱在星空下》(2017年拍攝)饰 薛总
- 2021年电视剧《脑海深处》(網絡劇)
- 2021年电视剧《理想照耀中国》 饰  于主任
- 2021年电视剧《不說再見》
- 2021年电视剧《第十二秒》 饰 那坤
- 2021年电视剧《不惑之旅》 饰 卓之楠
- 2021电视剧《香山叶正红》* 饰周恩来(兼任"聯合製片人")
- 2021年电影《青春作伴好还乡》
- 2021年电视剧《三生有幸遇上你》 饰 聖爺(客串)
- 2022年电视剧《今生有你》 饰 方主任
- 2022年电视剧《人世间》 饰 許廠長(客串)
- 2022年电视剧《大山的女儿》饰 唐專家(客串)
- 2023年电视剧《卧底警花》饰 馬爺(2018年拍攝)
- 2023年电视剧《公诉》
- 2024年电视剧《一路向前》饰 沙夢海
- 2024年电视剧《故乡的泥土》饰 楊忠義(客串)
- 2025年电视剧《X局密档》饰 林寿龙(2021年拍攝)
- 待播电视剧《老兵荣耀》
- 待播电视剧《弦歌》
- 待播电视剧《老舅》

影视及话剧制作
- 2000年电影《民选村官》
- 2005年电视剧《美丽的田野》
- 2005年电视剧《女子戏班》
- 2006年电视剧《幸福来了你就喊》
- 2007年电视剧《娶你不后悔》
- 2007年电视剧《大风唱尽汉时歌》[4]
- 2008年电视剧《三国》
- 2008年电影《大太阳》
- 2012年中国国家话剧院话剧《红岩魂》
- 2012年电影《最长的拥抱》
- 2017年电视剧《民族记忆》[2]
- 2017年电视剧《仁者春秋》[2]